# رسوم الموضة التوضيحية

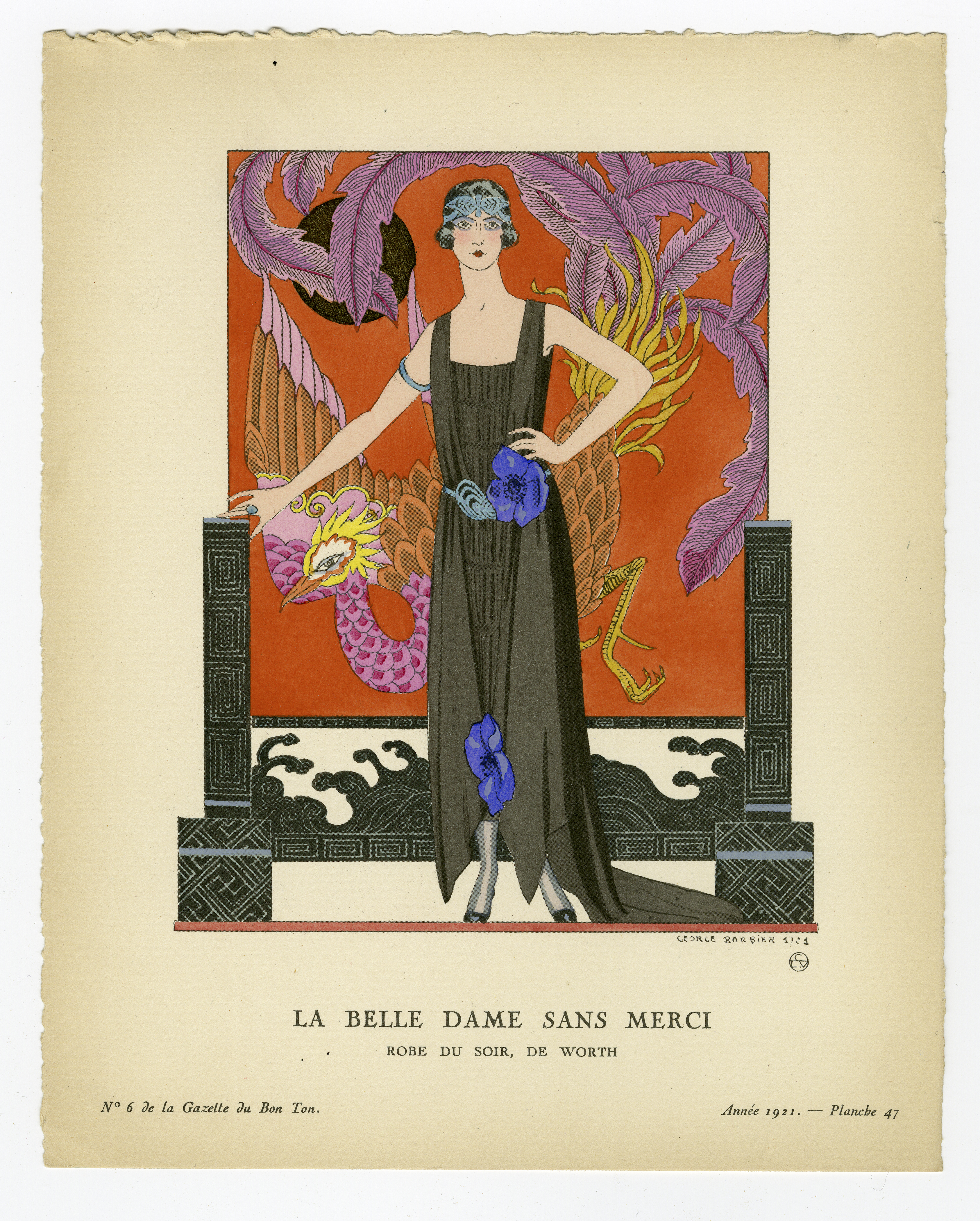

رسوم الموضة التوضيحية (بالإنجليزية: Fashion Illustration) هو فن توصيل أفكار الموضة في شكل بصري والذي يتم إنشائها عن طريق الرسوم التوضيحية، الرسم والتصوير وكذلك يعرف هذا الفن بتصميم الأزياء. ويتم استخدام رسوم الموضة التوضيحية أساسًا من قبل مصممي الأزياء ليعرضوا أفكارهم من خلال الورق أو الكمبيوتر باستخدام البرامج الرقمية مثل أدوبي فوتوشوب و illustrator، مما يساعدهم على التواصل بسهولة مع فرقهم. ومن ناحية أخرى تلعب رسومات الأزياء دورًا رئيسيًا في التصميم، وذلك حتى يتم عرضها، وتصور أفكار المصمم واتخاذ القرارات قبل البدء في التصميم الفعلي على قطعة الملابس وذلك للحد من أي إهدار. وبعيدًا عن مصممي الأزياء، يوكل لرسامي الموضة التوضيحية القيام بالتصوير والنسخ في مجلات الموضة وذلك كجزء من العمل بالتحرير، أو بغرض الدعاية والترويج لصناعة الموضة، ومجلات الأزياء والمتاجر.

## التاريخ
بدأ ظهور رسوم الموضة التوضيحية منذ ما يقرب من 500 عام. وذلك منذ أن وجدت الملابس وأصبح هناك حاجة لتحويل صورة أو فكرة إلى رسم توضيحي. ولا تعرض تلك الرسوم فقط تصميم الملابس ولكنها أيضًا بمثابة شكل من أشكال الفن حيث أنها تظهر مهارة اليد البشرية ويقال بأنها فخامة بصرية.
وفي الآونة الأخيرة، لوحظ انخفاض استخدام رسوم الأزياء التوضيحية في أواخر 1930 وذلك عندما قامت مجلة فوغ باستبدال رسوم الأزياء التوضيحية على أغلفة المجلة بصور فوتوغرافية. وكانت هذه نقطة تحول رئيسية في صناعة الأزياء. تقول Laird Borrelli مؤلفة رسوم الأزياء التوضيحية الآن:
" تحولت رسوم الأزياء التوضيحية من كونها واحدة من الوسائل الجوهرية لإيصال الموضة إلى لعب دور صغير جدًا. أول غلاف فوتوغرافي لمجلة فوغ كان بمثابة نقطة تحول في تاريخ رسوم الأزياء التوضيحية وسبب رئيسي في إضعاف دورها. بغض النظر عن مدى تعديل الصور الفوتوغرافية فهي دائمًا ما تكون مرتبطة بالواقع والحقيقة. أحب أن أفكر في رسوم الأزياء التوضيحية بأنها كالقصائد النثرية وتمتعها بالفكر الخيالي. توجد الرسوم التوضيحية لكن في علاقة بسيطة مع مجال الموضة."

## عملية إنشاء الرسوم التوضيحية
يبدأ المصمم مع أفكار إلهامية ويرسمها في دفتر الرسم. ثم يتم تحويل هذه الأفكار إلى اسكتشات ليتم تحديد الملمس واللون والنمط والتفاصيل بمساعدة الأدوات الفنية.

## رسامي الموضة التوضيحية المعروفين
رسام الموضة التوضحية النشطون
- دافيد داونتون (1959-) David Downton
- جولي فيرهوفن (1969-) Julie Verhoeven

رسام الموضة التوضحية السابقون
- باول إيربي (1883-1935) Paul Iribe
- كارل (إيريك) إريكسون (1891-1958) Carl 'Eric' Erickson
- إرتي روماين دي تريتوف (1892-1990) 'Erté' Romain de Tirtoff
- كريستيان بيرارد (1902-1949) Christian Bérard
- ماكس هوف (1903-1989) Max Hoff
- سيسل بياتون (1904-1980) Cecil Beaton
- داجمار فريشين (1907-1991) Dagmar Freuchen
- ريني جريايو(1909-2004) Rene Gruau
- إروين كروسثوايت (1914-1981) Irwin Crosthwait
- ليلا دي نوبيلي (1916-2002) Lila De Nobili
- بيرنارد بلوساك (1917-2002) Bernard Blossac
- كينيث باول بلوك (1924-2009) Kenneth Paul Block
- آندي وارهول (1928-1987) Andy Warhol
- أنطونيو لوبيز (1943-1987) Antonio Lopez
- جويل ريسنكوف (1948-1989) Joel Resnicoff [2]